# Снежен ден
„Снежен ден“ (на английски: Snow Day) е американски комедиен филм от 2000 г. на режисьора Крис Коч, по сценарий на Уил Макроб и Крис Вискарди, продуциран от Paramount Pictures и Nickelodeon Movies, във филма участват Крис Елиът, Марк Уебър, Джийн Смарт и Чеви Чейс. Премиерата на филма е на 11 февруари 2000 г. в САЩ.

## Актьорски състав
| Актьор        | Роля                |
| ------------- | ------------------- |
| Зина Грей     | Натали Брандстън    |
| Марк Уебър    | Хал Брандстън       |
| Джийн Смарт   | Лора Брандстън      |
| Чеви Чейс     | Том Брандстън       |
| Крис Елиът    | Сноуплоу Мен        |
| Джош Пек      | Уейн Алуърт         |
| Джейд Йоркър  | Чет Фелкър          |
| Шайлър Фиск   | Лейн Ленърд         |
| Емануел Шрики | Клеър Бунър         |
| Иги Поп       | Господин Зелуегър   |
| Пам Гриър     | Тина                |
| Джон Шнайдър  | Чад Симънз          |
| Деймиън Йънг  | Директор Кен Уийвър |

## В България
В България филмът е издаден на VHS през 2001 г. от Александра Видео.
На 24 декември 2007 г. е излъчен по bTV с български дублаж. Екипът се състои от:
| Озвучаващи артисти  | Ева Демирева Лина Шишкова Елисавета Господинова Мариан Бачев Димитър Кръстев Петър Върбанов |
| Преводач            | Даниела Славчева                                                                            |
| Тонрежисьор         | Галина Наумова                                                                              |
| Режисьор на дублажа | Красимир Куцупаров                                                                          |